# Терещенко Павло Якович
Павло Якович Терещенко (1916, село Пушкарівка Катеринославської губернії, тепер Верхньодніпровського району Дніпропетровської області — 22 жовтня 1961, місто Кременчук Полтавської області) — український радянський діяч, електрозварник, майстер Крюківського вагонобудівного заводу Полтавської області. Депутат Верховної Ради УРСР 3—5-го скликань.

## Біографія
Народився в родині селянина-бідняка. Трудову діяльність розпочав у 1932 році учнем зварника на вагонобудівному заводі імені «Правди» в місті Кам'янському Дніпропетровської області.
У 1935—1937 роках — електрозварник Крюківського вагонобудівного заводу на Полтавщині.
У 1937—1946 роках — у Червоній армії. Учасник німецько-радянської війни з лютого 1943 року. Служив командиром взводу 120-мм мінометів 90-го гвардійського стрілецького полку 29-ї гвардійської стрілецької дивізії 10-ї гвардійської армії 2-го Прибалтійського фронту.
Після демобілізації із армії у 1946—1949 роках працював електрозварником управління «Південелектромонтаж». У 1949—1952 роках — електрозварник Крюківського вагонобудівного заводу Полтавської області. Систематично виконував виробничі норми на 180—200%. У грудні 1950 року був обраний депутатом Полтавської обласної ради депутатів трудящих.
У 1952—1961 роках — майстер експериментальної дільниці складального цеху Крюківського вагонобудівного заводу Полтавської області.
Член КПРС з 1953 року.

## Звання
- гвардії старший лейтенант

## Нагороди
- орден Червоної Зірки (19.11.1944)
- медаль «За перемогу над Німеччиною у Великій Вітчизняній війні 1941—1945 рр.»(.11.1945)